# دانشگاه کرکوک

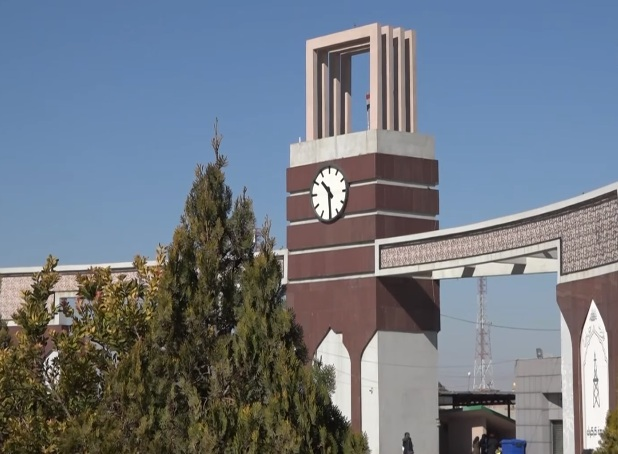
ورودی دانشگاه کرکوک

دانشگاه کرکوک (به عربی: جامعة كركوك) یکی از دانشگاه‌های عراقی در کرکوک (به عربی: كركوك) می‌باشد که در سال ۲۰۰۳ تأسیس شد.